# ميخائيل جانون
ميخائيل جانون (بالإنجليزية: Michael Gannon)‏ هو سياسي أسترالي، ولد في 1847 في أستراليا، وتوفي في 1898 في نفس البلد. انتخب عضو المجلس التشريعي ولاية كوينزلاند.